# Дискретизация
Дискретиза́ция (от лат. discretio — «различать», «распознавать») — в общем случае — представление непрерывной функции дискретной совокупностью её значений при разных наборах аргументов. Для функции переменной {\displaystyle f(x)} — представление её множеством {\displaystyle n} её значений {\displaystyle f(x_{0}),f(x_{1}),...f(x_{n-1})} на заданном дискретном множестве значений аргумента {\displaystyle x_{0},x_{1},...x_{n-1}}.
В обработке сигналов — представление аналогового непрерывного сигнала {\displaystyle S(t)} совокупностью его значений, эту совокупность принято называть выборками {\displaystyle S(t_{0}),S(t_{1}),...S(t_{n-1})}, взятых в моменты времени {\displaystyle t_{0},t_{1},...t_{n-1}}.
В общем случае период времени от одной выборки до следующей может различаться для каждой пары соседних выборок, но обычно при обработке сигнала, выборки следуют через фиксированный и постоянный промежуток времени. Этот промежуток в таком случае называют периодом дискретизации или интервалом выборок и обычно обозначается буквой {\displaystyle T}. Величину обратную периоду дискретизации {\displaystyle F_{s}=1/T} называют частотой выборок или частотой дискретизации.
Примерами аналогового сигнала могут служить аудио- или видеосигналы, сигналы различных измерительных датчиков и др. Для последующей цифровой обработки аналоговые непрерывные сигналы обязательно предварительно подвергаются дискретизации и квантованию по уровню с помощью аналого-цифровых преобразователей.
Обратный процесс получения непрерывного аналогового сигнала, заданного дискретной совокупностью его выборок, называется восстановлением. Восстановление производится цифро-аналоговыми преобразователями.

## Теория
В математических терминах — дискретизация это умножение непрерывной функции {\displaystyle s(t)} на функцию, называемую гребень Дирака {\displaystyle \Delta _{T}(t)\ {\stackrel {\mathrm {def} }{=}}\ \sum _{k=-\infty }^{\infty }\delta (t-kT)} где {\displaystyle T} — константа — период дискретизации и {\displaystyle \delta (t)} — дельта-функция Дирака:
{\displaystyle s_{\mathrm {a} }(t)=s(t)\cdot \sum _{n=-\infty }^{\infty }\delta (t-nT).}
Преобразование Фурье дискретной функции {\displaystyle s_{\mathrm {a} }(t)} даёт её спектр {\displaystyle S_{\mathrm {a} }(f)}. Согласно теореме Котельникова, если спектр {\displaystyle S(f)} исходной функции ограничен, то есть спектральная плотность нулевая свыше некоторой частоты {\displaystyle f_{max}}, то исходная функция однозначно восстановима по совокупности её выборок, взятых с частотой дискретизации {\displaystyle 1/T\geq 2f_{max}}.
Для абсолютно точного восстановления необходимо подать на вход идеального фильтра нижних частот последовательность бесконечно коротких импульсов каждый с площадью равной значению выборки.
Практически невозможно идеально точно восстановить реальные сигналы по выборкам, так как во-первых, не существует сигналов с ограниченным спектром, ибо реальные сигналы ограничены во времени, что обязательно даёт спектр бесконечной ширины. Во-вторых, физически нереализуем идеальный фильтр низких частот (sinc-фильтр), в третьих, невозможны бесконечно короткие импульсы с конечной площадью.

## Применение
Все сигналы в природе по сути аналоговые. Для цифровой обработки сигнала, хранения его и передачи в цифровом виде аналоговые сигналы предварительно оцифровываются. Оцифровка включает дискретизацию и квантование по уровню, производимую с помощью АЦП. После цифровой обработки, передачи, хранения цифровых данных, кодирующих сигнал, часто необходимо обратное преобразование цифрового образа сигнала в аналоговый сигнал. Например, звуковоспроизведение аудиозаписей с компакт-диска.
Также дискретизация применяется в системах аналоговой импульсной модуляции.
Практически восстановление аналогового сигнала по совокупности выборок производится с той или иной степенью точности, причём точность восстановления тем выше, чем выше частота дискретизации и число уровней квантования каждой выборки. Но чем больше частота дискретизации и число уровней квантования, тем больше требуется ресурсов для обработки, хранения, передачи оцифрованных данных. Поэтому частоту дискретизации и разрядность АЦП практически выбирают исходя из разумного компромисса.
Например, при цифровой передаче голоса для хорошей разборчивости речи достаточна частота дискретизации 8 кГц.
Высококачественное воспроизведение музыкальных произведений с компакт-дисков (CD) в современном стандарте производится с частотой дискретизации 44,1 кГц (CD), 48 кГц, 88,2 кГц или 96 кГц, что обеспечивает высококачественное воспроизведение звука во всей полосе слышимых частот 20 Гц — 20 кГц.
Оцифровка телевизионного видеосигнала с полосой частот 6 МГц производится с частотой дискретизации свыше 10 МГц.